# Karloman af Bayern
 Der er flere personer med dette navn, se Karloman.
Karloman (tysk: Karlmann) (830-880) var den ældste søn af Ludvig den Tyske. 
Karloman var hertug (medkonge) i Bayern i 865-880 og konge af Italien 877-879.